# XG5000
XG5000는 LS일렉트릭(LS electric)에서 무료로 제공하고 있는 자사 PLC시리즈 제품군을 지원하는 산업용 프로그래머블 로직 컨트롤러(PLC) 응용프로그램이다. XG5000은 새로운 신형  PLC시리즈 제품군을 지원할뿐만아니라  일부 단종된 GMWIN 및 MASTER-K용 프로그램 소프트웨어인 KGL-WIN과도 호환가능하도록 설계되었다.

## 같이 보기
- 래더 로직